# Мордюк Богдан Миколайович
Богдан Миколайович Мордюк (нар. 13 жовтня 1967, місто Київ) — український вчений, металофізик. Кандидат фізико-математичних наук (2000), доктор фізико-математичних наук (2012). 

## Життєпис
Народився в родині науковців Миколи Семеновича Мордюка та Б. Фільц.
У 1992 році закінчив Київський політехнічний інститут
З 1995 року — в Інституті металофізики імені Курдюмова Національної академії наук України (Київ): старший науковий співробітник, з 2014 року — завідувач відділу акустики твердого тіла, потім — завідувач відділу фізичних основ інженерії поверхні № 29.
Вивчає структуроутворення та його взаємозв'язок із фізично-механічними властивостями металевих матеріалів при пластичній деформації за умов комплексної дії ультразвуку, високочастотних ударних навантажень та високоенергетичних впливів. Брав участь у розробленні та впровадженні у виробництво обладнання і технології релаксаційного та зміцнюючого оброблення зварювальних з'єднань металів за допомогою ультразвукового ударного навантаження (високочастотне механічного кування).

## Основні праці
- Підвищення втомних характеристик титанового сплаву ВТ1-0 поверхневою механічною та швидкісною термічною обробками // ФХММ. 2006. № 3 (співавт.)
- Еволюція структурного стану та мікротвердості поверхні алюмінієвого сплаву Д16 внаслідок ультразвукової ударної обробки у різних атмосферах // МНТ. 2015. Т. 37, № 9 (співавт.)
- Flow stress behavior of polycrystalline Ni under combined magneto- and acousto-plastic effects // Materials Science and Engineering A. 2005. Vol. 397
- Effect of structure evolution induced by ultrasonic peening on the corrosion behavior of AISI 321 stainless steel // Materials Science and Engineering A. 2007. Vol. 458 (співавт.)
- Effect of microstructure on microhardness and damping characteristics of Al matrix AlCuFe or Ti reinforced composite layers produced by ultrasonic impact peening // Surface and Coating Technology. 2010. Vol. 204 (співавт.)
- «Ультразвукова ударна обробка конструкцій і споруд транспортного машинобудування»; 2020, співавтори Прокопенко Георгій Іванович, Волошко Світлана Михайлівна

## Нагороди та відзнаки
- Національна премія України імені Бориса Патона  (2021)